# ميتشلفيل (أركنساس)
ميتشلفيل (بالإنجليزية: Mitchellville, Arkansas)‏ هي مدينة تقع في مقاطعة ديشا بولاية أركنساس في الولايات المتحدة. تبلغ مساحة هذه المدينة 0.4 (كم²)، وترتفع عن سطح البحر 49 م، بلغ عدد سكانها 360 نسمة في عام 2010 حسب إحصاء مكتب تعداد الولايات المتحدة.

## التركيبة السكانية
حدّد مكتب تعداد الولايات المتحدة بيانات التركيبة السكانية لميتشلفيل في تعداد الولايات المتحدة. في ما يلي، التركيبة السكانية حسب تعدادي 2000 و2010.

### تعداد عام 2000
بلغ عدد سكان ميتشلفيل 497 نسمة بحسب تعداد عام 2000، وبلغ عدد الأسر 180 أسرة وعدد العائلات 129 عائلة مقيمة في المدينة. في حين سجلت الكثافة السكانية 1,603.2 نسمة لكل كيلومتر مربع (4,152.3/ميل2). وبلغ عدد الوحدات السكنية 197 وحدة بمتوسط كثافة قدره 635.5 لكل كيلومتر مربع (1,645.9/ميل2).
وتوزع التركيب العرقي للمدينة بنسبة 0.40% من البيض و98.19% من الأمريكيين الأفارقة و0.20% من الأمريكيين ذوي الأصول الآسيوية و1.01% من الأعراق الأخرى و0.20% من عرقين مختلطين أو أكثر و1.21% من الهسبانيون أو اللاتينيون من أي عرق.
بلغ عدد الأسر 180 أسرة كانت نسبة 51.7% منها لديها أطفال تحت سن الثامنة عشر تعيش معهم، وبلغت نسبة الأزواج القاطنين مع بعضهم البعض 30.6% من أصل المجموع الكلي للأسر، ونسبة 35% من الأسر كان لديها معيلات من الإناث دون وجود شريك،  بينما كانت نسبة 6.1% من الأسر لديها معيلون من الذكور دون وجود شريكة وكانت نسبة 28.3% من غير العائلات. تألفت نسبة 26.1% من أصل جميع الأسر من عدة أفراد يعيشون في نفس المنزل ونسبة 12.8% كانت تتألف من شخص يعيش بمفرده يبلغ من العمر 65 عاماً أو أكثر. وبلغ متوسط حجم الأسرة المعيشية 2.76، أما متوسط حجم العائلات فبلغ 3.33.
بلغ العمر الوسطي للسكان 28.9 عاماً. وكانت نسبة 38% من القاطنين تحت سن الثامنة عشر، وكانت نسبة 9.3% بين الثامنة عشر والرابعة والعشرين عاماً، ونسبة 18.7% كانت واقعةً في الفئة العمرية ما بين الخامسة والعشرين والرابعة والأربعين عاماً، ونسبة 20.9% كانت ما بين الخامسة والأربعين والرابعة والستين، ونسبة 13.1% كانت ضمن فئة الخامسة والستين عاماً فما فوق. يوجد لكل 100 أنثى 75.6 ذكر، ويوجد لكل 100 أنثى في الثامنة عشر من عمرها فما فوق 64.7 ذكر.
بلغ متوسط دخل الأسرة في المدينة 17,625 دولارًا، أما متوسط دخل العائلة فبلغ 19,500 دولارًا. وكان متوسط دخل الذكور 20,000 دولارًا مقابل 16,042 دولارًا للإناث. وسجل دخل الفرد الخاص بالمدينة 8,680 دولارًا. وكانت نسبة 39.2% من العائلات ونسبة 43.7% من السكان تحت خط الفقر، وكان من هؤلاء نسبة 57.1% تحت سن الثامنة عشر ونسبة 53.8% في الخامسة والستين من العمر وما فوق.

### تعداد عام 2010
بلغ عدد سكان ميتشلفيل 360 نسمة بحسب تعداد عام 2010، وبلغ عدد الأسر 153 أسرة وعدد العائلات 98 عائلة مقيمة في المدينة. في حين سجلت الكثافة السكانية 1,161.3 نسمة لكل كيلومتر مربع (3,007.8/ميل2). وبلغ عدد الوحدات السكنية 180 وحدة بمتوسط كثافة قدره 580.6 لكل كيلومتر مربع (1,503.7/ميل2).
وتوزع التركيب العرقي للمدينة بنسبة 2.78% من البيض و94.44% من الأمريكيين الأفارقة و2.22% من الأعراق الأخرى و0.56% من عرقين مختلطين أو أكثر و3.61% من الهسبانيون أو اللاتينيون من أي عرق.
بلغ عدد الأسر 153 أسرة كانت نسبة 29.4% منها لديها أطفال تحت سن الثامنة عشر تعيش معهم، وبلغت نسبة الأزواج القاطنين مع بعضهم البعض 30.1% من أصل المجموع الكلي للأسر، ونسبة 29.4% من الأسر كان لديها معيلات من الإناث دون وجود شريك،  بينما كانت نسبة 4.6% من الأسر لديها معيلون من الذكور دون وجود شريكة وكانت نسبة 35.9% من غير العائلات. تألفت نسبة 32.7% من أصل جميع الأسر من عدة أفراد يعيشون في نفس المنزل ونسبة 11.8% كانت تتألف من شخص يعيش بمفرده يبلغ من العمر 65 عاماً أو أكثر. وبلغ متوسط حجم الأسرة المعيشية 2.35، أما متوسط حجم العائلات فبلغ 2.94.
بلغ العمر الوسطي للسكان 46.0 عاماً. وكانت نسبة 25.3% من القاطنين تحت سن الثامنة عشر، وكانت نسبة 8.1% بين الثامنة عشر والرابعة والعشرين عاماً، ونسبة 15% كانت واقعةً في الفئة العمرية ما بين الخامسة والعشرين والرابعة والأربعين عاماً، ونسبة 31.9% كانت ما بين الخامسة والأربعين والرابعة والستين، ونسبة 19.7% كانت ضمن فئة الخامسة والستين عاماً فما فوق. وتوزع التركيب الجنسي للسكان بنسبة 47.5% ذكور و52.5% إناث.

## وصلات خارجية
- The US50 - Cities and Towns in Arkansas State
- 2012 United States Census Estimate